# Cyril Maude
Cyril Francis Maude (24 de abril de 1862-20 de febrero de 1951) fue un actor inglés.

## Biografía
Nacido en Londres, Inglaterra, fue estudiante de la Charterhouse School. 
Maude inició su carrera en los Estados Unidos en 1883. Sin embargo, entre 1896 y 1905 fue codirector, junto a Frederick Harrison, del Teatro Haymarket de Londres, donde se hizo conocido por su humor en la interpretación de muchos de sus papeles. En 1906 asumió él solo la dirección, y en 1907 reinauguró el Teatro Playhouse, también en Londres.
Además de ello, Maude protagonizó varios filmes en la década de 1930, incluyendo Grumpy. En 1947, con 85 años, actuó en la película While the Sun Shines.
En 1888 Maude se casó con la actriz Winifred Emery, hija del también actor Samuel Anderson Emery. Su hijo John fue un destacado abogado, juez, y miembro del Parlamento.
Cyril Maude falleció en 1951 en Torquay, Inglaterra.